# The Aristocrats
The Aristocrats („Die Aristokraten“) ist ein seit Jahrzehnten von amerikanischen Stand-up-Comedians in immer neuen Variationen erzählter Witz. Die Herausforderung liegt darin, sich innerhalb eines vorgegebenen Handlungsgerüsts in freier Improvisation in immer groteskeren Geschmacklosigkeiten zu ergehen, mithin den denkbar „schmutzigsten“ Witz zu erfinden. Er ist Gegenstand des gleichnamigen Dokumentarfilms The Aristocrats (2005), in dem sich viele der führenden amerikanischen Komiker über Ursprung, Theorie und Aufführungspraxis dieses Witzes äußerten.

## Kontext, Aufbau und Inhalt
Der historisch-kulturelle Hintergrund der Handlung ist das amerikanische Vaudeville des späten 19. und frühen 20. Jahrhunderts, also ein dem klassischen europäischen Zirkus nahestehendes Unterhaltungstheater, in dem artistische und komödiantische Einlagen geboten wurden.
The Aristocrats besteht aus drei Teilen, wobei der Anfang sowie der Schluss immer gleich sind, der Mittelteil hingegen frei improvisiert wird:
1) eine Artistenfamilie (im Allgemeinen Vater, Mutter, Tochter, Sohn, oft auch die Großeltern und/oder ein Hund) spricht bei einer Talentagentur vor. Der Agent fragt den Vater, woraus denn die Nummer besteht, die sie ihm anböten.
2) der Vater erläutert nun, was die Familie einstudiert hat. Die Nummer besteht aus einer Abfolge unaussprechlicher bizarrer sexueller Handlungen unter Beteiligung aller Familienmitglieder von den Kindern (ob geboren oder in utero) bis hin zu den Großeltern (ob lebendig oder tot), in den Worten Stuart Moulthrops ein „homerischer Katalog von Körperöffnungen, -Teilen, -Produkten und Möglichkeiten“. Zu den üblichen Versatzstücken zählt jedwede denkbare und undenkbare Paraphilie und Perversion (Inzest, Kindesmissbrauch, Sodomie, Nekrophilie), der phantasievolle Einsatz aller Gliedmaßen, Körperöffnungen, -flüssigkeiten und -ausscheidungen (Koprophilie, Koprophagie), und oft auch Gewalt bis hin zu Mord, Totschlag und Kannibalismus, durchweg geschildert in drastischen Kraftausdrücken, also in Vulgär-, insbesondere Fäkalsprache (Skatologie).
3) der verdutzte Agent fragt den Vater, unter welchem Namen die Familie mit dieser Nummer aufzutreten gedenke. Der Vater antwortet darauf, oft untermalt mit einem theatralischen Fingerschnipsen: „The Aristocrats!“
Das abschließende „The Aristocrats!“ stellt dabei zwar im herkömmlichen Sinne die punchline oder Pointe dar und spielt auf den spätestens seit der Französischen Revolution verbreiteten Topos der Dekadenz der höheren Kreise an, der eigentlich komische Moment verschiebt sich hier aber auf den improvisierten Mittelteil.
Beispiel
Der Kulturwissenschaftler Gershon Legman gibt in seiner humortheoretischen Abhandlung Rationale of the Dirty Joke (1975) eine kurze, vergleichsweise harmlose Version des Witzes wieder:

“A vaudeville performer is describing his act to a skeptical booking agent. ‘It’s very simple. My wife and I shit on the stage, and then the kids come out and wallow in it.’ Agent, thunderstruck: ‘What kind of an act do you call that?’ Vaudevillian, polishing his fingernails on his lapel: ‘We call it…‘The Aristocrats’!’”

„Ein Vaudeville-Schauspieler erklärt einem skeptischen Agenten seine Nummer: ‚Es ist ganz einfach. Meine Frau und ich kacken auf die Bühne, dann kommen die Kinder und wälzen sich darin.‘ Darauf der schockierte Agent: ‚Was soll denn das bitte für eine Nummer sein?‘ Darauf der Schauspieler, seine Fingernägel am Revers polierend: ‚Wir nennen sie … ‚The Aristocrats!“

## Geschichte

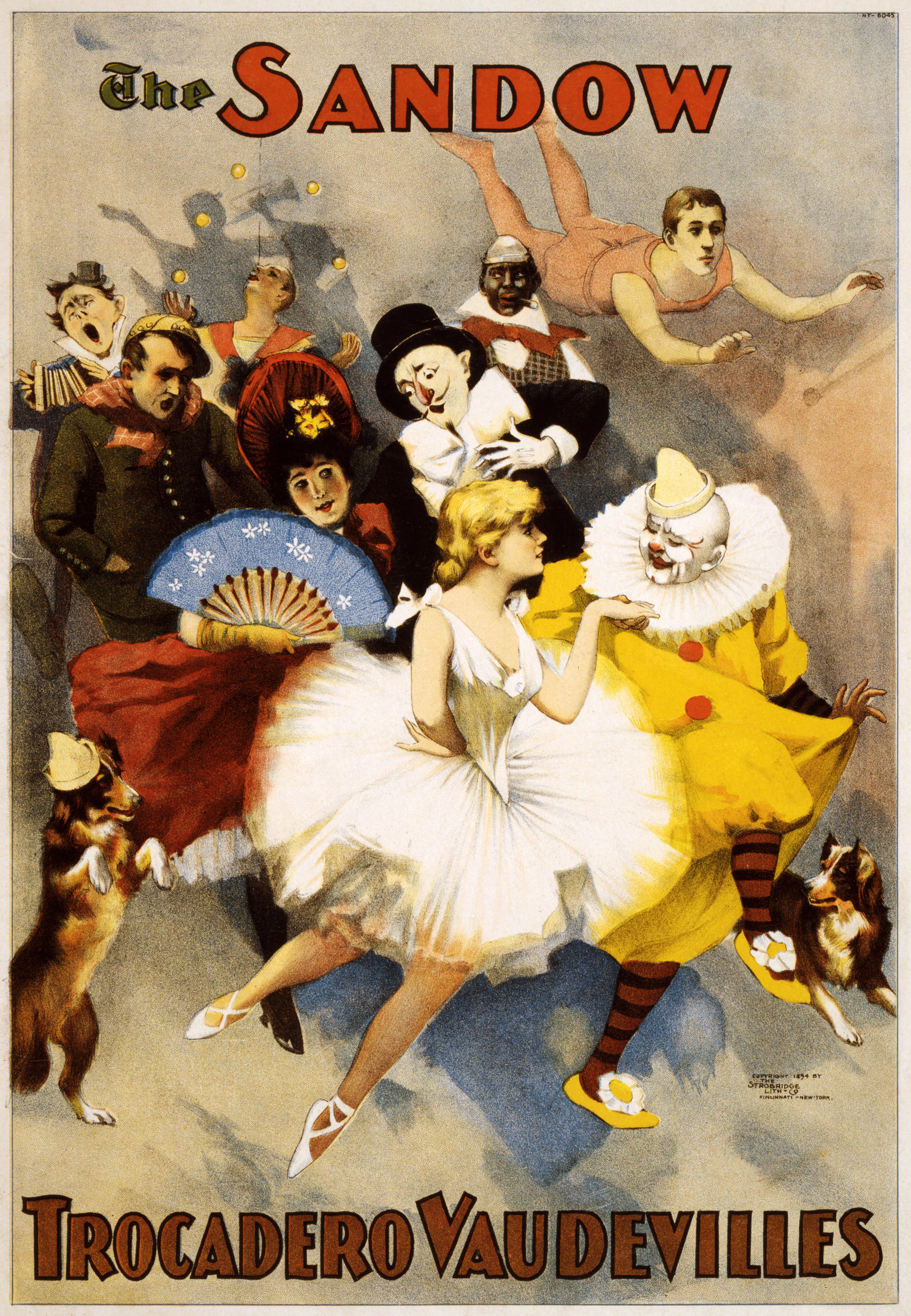
Werbeplakat einer Vaudeville-Kompanie, 1894

Die Ursprünge des Witzes lassen sich nur schwer zurückverfolgen: zum einen handelt es sich bei den Nummern der Stand-up-Comedy um eine rein mündliche Form, zum anderen verbietet der mutwillige Verstoß gegen alle Konventionen des geschmacklich Erlaubten auch seine Aufzeichnung, und eine breitenwirksame Verbreitung über Medien wie das Fernsehen. Einen Versuch, die Geschichte des Phänomens mit den Mitteln der Oral History zu erkunden, stellt der 2005 veröffentlichte Dokumentarfilm The Aristocrats dar, gedreht von den beiden Comedians Penn Jillette und Paul Provenza, durch den der Witz auch einem breiteren Publikum bekannt wurde. Darin wurden zahlreiche der führenden amerikanischen Komiker über den Witz befragt und teils gebeten, ihre eigene Version darzubieten, darunter George Carlin, Drew Carey, Robin Williams, Jon Stewart, Phyllis Diller und Whoopi Goldberg.
Vielfach wurde angegeben, dass es sich bei The Aristocrats um einen gruppen- oder berufsspezifischen Insiderwitz handele, der sich bis in die Ursprünge der Comedy im Vaudeville-Theater zurückführen lasse und von den „Eingeweihten“ von Generation zu Generation mündlich überliefert werde. Er ist wegen seiner Missachtung moralischen Normen nicht für ein zahlendes Publikum gedacht, sondern ein milieuspezifisches Ritual, das Komödianten pflegten, nachdem der Vorhang gefallen war. Es war ein Wettkampf mit bestimmten Regeln: so sollte die Improvisation des Mittelteils möglichst lange weitergesponnen werden, ohne dabei Motive zu wiederholen. Meister des Fachs sollen dies über eine halbe Stunde und länger durchgehalten haben. Weiters werden im Film Gerüchte kolportiert, dass  Chevy Chase in seinem Haus häufiger Partys veranstaltet habe, die ausschließlich der Pflege und Darbietung dieser Tradition gewidmet waren; auch soll The Aristocrats Johnny Carsons Lieblingswitz gewesen sein.
Der „arkane“, also geheimniskrämerische Charakter dieser Tradition liefert zwar eine plausible Erklärung, warum sie einer breiten Öffentlichkeit lange unbekannt blieb, doch bald nach Erscheinen des Films wurden (insbesondere in Internetforen) viele Stimmen laut, die hinter dem Film und somit dem Witz einen ausgefeilten Schwindel (Hoax) der Regisseure witterten. Verschiedene „Zeugenaussagen“ stützen aber die Darstellung im Film, so gab der britische Komiker Barry Cryer 2005 gegenüber dem Guardian zu Protokoll, dass er den Witz seit 50 Jahren kenne, allerdings nicht als The Aristocrats, sondern als The Debonairs oder auch The Sophisticates. Auch der Filmkritiker Roger Ebert schloss in seiner Antwort auf eine diesbezügliche Leserfrage aus, dass der Film einen Schwindel darstelle. Ebert setzte sich zudem mit Jilette in Kontakt, der ihm versicherte, dass The Aristocrats ein fortlaufendes Projekt sei, er also die Absicht habe, noch viele weitere Komiker vor laufender Kamera zu The Aristocrats zu befragen, um dieses Kulturgut der Nachwelt zu erhalten.
Steve Erickson sieht The Aristocrats als exemplarisch für einen grundlegenden Wandel im Humorfach an: der klassische Witz sei zunehmend obsolet, an seine Stelle ist, wie Comedians von Lenny Bruce bis Jerry Seinfeld zeigten, eine neue, dynamischere Form des Humors getreten, der vor allem von der Persönlichkeit und Performance des Darstellers lebt. Jilette vergleicht diese moderne Qualität von The Aristocrats auch mit den Improvisationen, mit denen Miles Davis um 1950 das Formenkorsett des Jazz zu erweitern suchte. Der Autor Louis R. Franzini charakterisiert The Aristocrats als „postmodernen Antiwitz,“ ähnlich auch Stuart Moulthrop: ihm zufolge ist zum einen entscheidend, dass The Aristocrats nicht sonderlich witzig sei, zum anderen sage der Witz aber etwas profundes über die Unterhaltungsindustrie aus, der er entstamme: Wie ein „schwarzes Loch“ belasteter Sprache verdichte er alle Ironien, die heutigen Medien auszeichneten, zu einer ultimativen „zentralen Anomalie.“ Jim Lewis verweist indes auf die Parallelen zu einem wesentlich älteren, volkskundlich gut dokumentierten Phänomen des afroamerikanischen Brauchtums, die sogenannten ‚dozens‘, wo es gilt, sich in einem Wettstreit mit möglichst schockierenden und absurden Beleidigungen zu überbieten.

## Theorie und Praxis

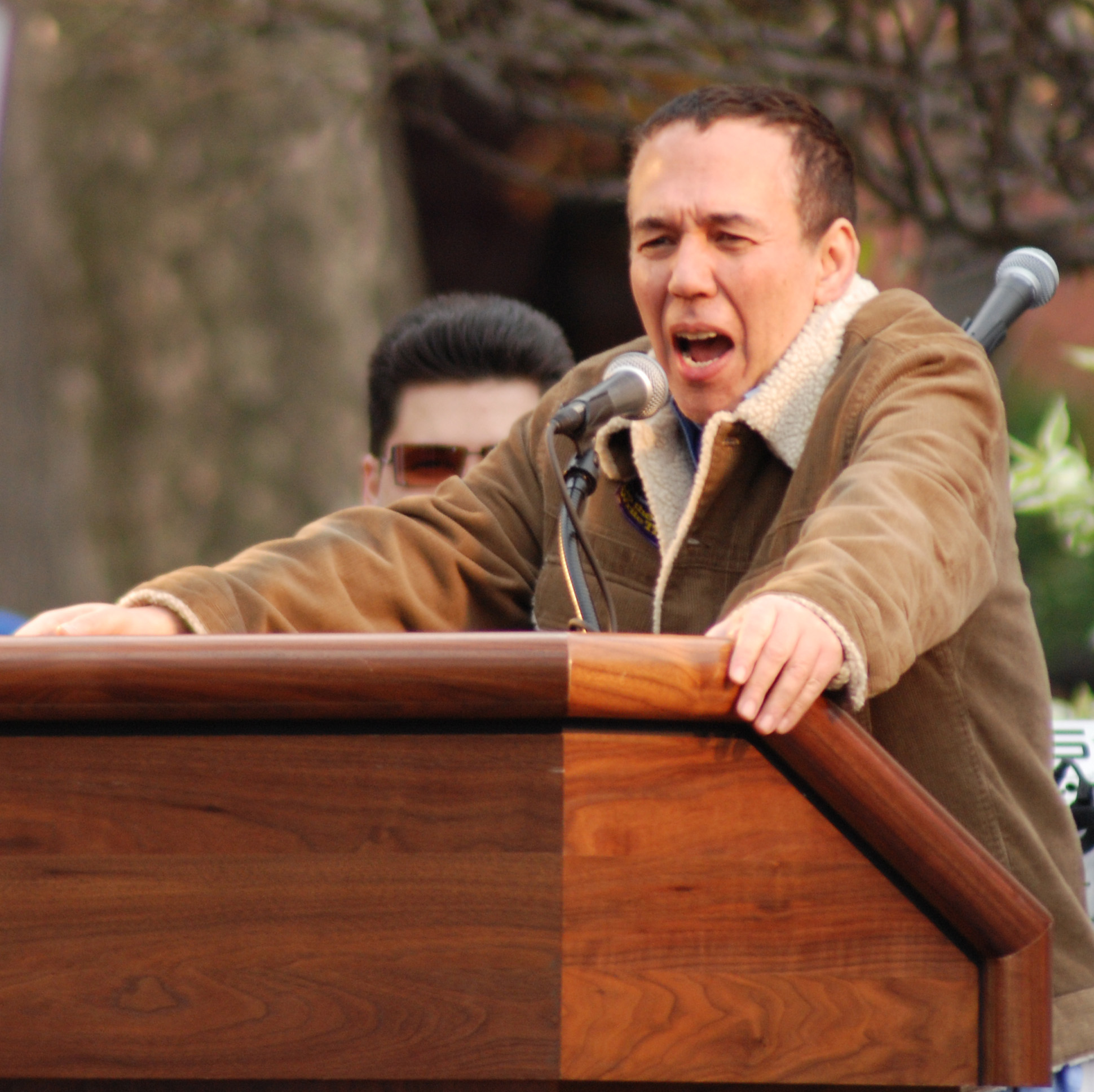
Gilbert Gottfried, 2007

Im Film äußern sich viele Comedians auch zum humortheoretischen Aspekt von The Aristocrats im Besonderen und Tabubrüchen im Allgemeinen. Auch in einigen Werken der einschlägigen Fachliteratur wurde die Funktionsweise gerade dieses Witzes seither thematisiert. Oftmals wird seine Komik mit der psychoanalytischen Humortheorie Sigmund Freuds (Der Witz und seine Beziehung zum Unbewussten, 1905) erklärt, der zufolge sich im Komischen ähnlich wie im Traum ins Unbewusste verdrängte psychische Ängste, Wünsche und Spannungen „entladen,“ die durch soziale und moralische Zwänge sonst unausgesprochen bleiben. Insbesondere die Zwänge der Reinlichkeit und des Inzesttabus, die gemäß der Freudschen Theorie der psychosexuellen Entwicklung die anale und phallische bzw. ödipale Phase des Kindes prägen, werden in The Aristocrats mutwillig gebrochen – Joyce Rosenberg merkt in ihrer psychoanalytisch geprägten Rezension des Films an, dass man am Unbehagen vieler der interviewten Komiker förmlich sehen könne, wie sich das Über-Ich dagegen wehrt.
Das angst- und spannungslösende Potential des Witzes illustriert eine auch im Film gezeigte Episode, die der Kulturwissenschaftler Jeffrey Melnick in einer Monographie zum Prozess der „Bewältigung“ der traumatisierenden Terroranschläge am 11. September 2001 aufgreift: Kaum drei Wochen nach den Anschlägen machte der Comedian Gilbert Gottfried bei seinem Auftritt bei einem Festbankett zu Ehren von Hugh Hefner in New York einen Witz über die Anschläge. Das Publikum reagierte pikiert bis empört auf diese Geschmacklosigkeit, es ließen sich Buhrufe vernehmen, einige Zuschauer riefen too soon! („zu früh!“). Um diesen Rohrkrepierer auszubügeln und den Abend zu „retten,“ griff Gottfried geistesgegenwärtig zur Ultima Ratio seines Metiers und bot eine ganz besonders verrohte Version von The Aristocrats dar, die den gesamten Saal wieder von einem kathartischen Gelächter widerhallen ließ. Mithin stellte „9/11“ zu diesem Zeitpunkt noch ein zu mächtiges Tabu dar, als dass es verletzt werden könnte, doch half The Aristocrats in diesem Fall mit dem Bruch anderer Tabus, die durch die Erfahrung der Anschläge verursachte Spannung zu lösen. Der Film illustriert aber auch, dass es vier Jahre später bereits möglich war, Witze über „9/11“ zu machen: in einer eigens für den Film produzierten Sequenz der Zeichentrickserie South Park erzählt die Figur Cartman eine gegenüber den Opfern der Anschläge gelinde gesagt pietätlose Version von The Aristocrats.
Dass sich The Aristocrats auch in heutiger Zeit nur bedingt für eine öffentliche Darbietung oder Aufzeichnung eignet, lässt die Entscheidung der Kinokette AMC Theatres vermuten, den Dokumentarfilm nicht in ihren Häusern zu zeigen. AMC begründete dies mit rein ökonomischen Motiven, doch wurde in der Presse vielfach spekuliert, dass die Betreiber vielmehr die Sittlichkeit in Gefahr sahen, die Entscheidung mithin einen Fall von Zensur darstelle. Für Schlagzeilen sorgte außerdem Sarah Silverman, die in ihrer auch im Film gezeigten Improvisation den Entertainer Joe Franklin zum Protagonisten des Witzes machte und zuletzt gar behauptete, einst selbst von Franklin vergewaltigt worden zu sein. Franklin erwog daraufhin zeitweise, Silverman wegen übler Nachrede zu verklagen.